# 민정식
민정식( ~ 2017년)은 대한민국의 사업가이다. 제16회 세계인권선언기념일 기념식장에서 인권상을 수상한다.

## 생애
을지로에서 자동차 정비공장을 운영하다가 영관급 군인의 권유를 받아 1961년 대한청소년개척단이라는 구호 단체를 충청남도 서산군에 설립한다. 1966년 개척단의 단원들이 시위를 통해 민정식 단장을 개척단에서 쫓아내고 개척단은 지원금이 끊기며 서산군의 사업체가 된다.

## 평가
1966년 개척단에서 800여명의 단원들이 단장의 비리를 고발하며 단장의 해임을 요구하는 탄원서를 낸다.